# Pasión criminal
Pasión criminal è un film del 2015 scritto e diretto da Rubén Dos Santos.

## Trama
L'ex ispettore di polizia Roberto Parra, che ora lavora come detective privato, indaga su una serie di brutali omicidi avvenuti a Barcellona, che secondo lui sarebbero collegati in qualche modo con la morte della sorella. La principale sospettata risulta essere Mónica Sanchez, una nota e rinomata psicologa. Il fratello di lei, Victor, e il fidanzato Javier Requena collaborano alle indagini, con l'unico intento di scoprire la verità.

## Produzione
Il film, prodotto dalla Accidental Frame e dalla CCS Films, è stato girato in diversi comuni della Provincia di Barcellona, come Vallirana, Badalona, La Roca del Vallès, L'Hospitalet de Llobregat, Montseny, Tiana, Barberà del Vallès, Mollet del Vallès e la stessa Barcellona.

## Distribuzione
Il film è uscito nelle sale spagnole il 17 aprile 2015.